# Желтобрюх, Иосиф Трофимович
Иосиф Трофимович Желтобрюх (1914—1958) — Гвардии старший лейтенант Рабоче-крестьянской Красной Армии, участник Великой Отечественной войны, Герой Советского Союза (1945).

## Биография
Иосиф Желтобрюх родился 15 сентября 1914 года в селе Великомихайловка (ныне — Новооскольский район Белгородской области). Украинец. Окончил пять классов школы. С 1925 года проживал в Каменском (ныне — Днепродзержинск), работал слесарем оборонного завода. В июне 1941 года Желтобрюх был призван на службу в Рабоче-крестьянскую Красную Армию. С августа того же года — на фронтах Великой Отечественной войны. Принимал участие в боях на Юго-Западном, Брянском, Центральном, Белорусском, 1-м и 2-м Белорусских фронтах. Четыре раза был ранен. В феврале 1943 года Желтобрюх окончил курсы младших лейтенантов. Участвовал в Курской битве, Гомельско-Речицкой и Белорусской операциях, освобождении Польши, боях в Германии. К сентябрю 1944 года гвардии лейтенант Иосиф Желтобрюх командовал ротой 1-й отдельной гвардейской мотострелковой бригады 1-го гвардейского танкового корпуса 65-й армии 1-го Белорусского фронта. Отличился во время форсирования Нарева.
5 сентября 1944 года рота Желтобрюха переправилась через Нарев и выбила войска противника из населённого пункта Карневек в 10 километрах к северу от Сероцка. Противник предпринял три контратаки, но все они успешно были отражены. Действия роты Желтобрюха позволили удержать плацдарм до подхода основных сил.
Указом Президиума Верховного Совета СССР от 24 марта 1945 года за «образцовое выполнение боевых заданий командования на фронте борьбы с немецкими захватчиками и проявленные при этом мужество и героизм» гвардии лейтенант Иосиф Желтобрюх был удостоен высокого звания Героя Советского Союза с вручением ордена Ленина и медали «Золотая Звезда» за номером 5501.
В ноябре 1945 года в звании старшего лейтенанта Желтобрюх был уволен в запас. Проживал в селе Неморожь Звенигородского района Черкасской области Украинской ССР, работал в колхозе. Скончался 14 февраля 1958 года.
Был также награждён двумя орденами Красной Звезды, медалью «За победу над Германией».